# Fahrentalsgraben
Der Fahrentalsgraben ist ein Bach im Main-Tauber-Kreis im Norden von Baden-Württemberg, der zwischen Tauberbischofsheim und Impfingen in die Tauber fließt. Sein Name rührt von der urkundlich erwähnten abgegangenen Siedlung Fahrental (früher Farental).

## Geographie

### Quellzweige
Der Fahrentalsgraben hat zwei gleichnamige Quelläste. Der etwas längere rechte entsteht in der Mulde Grund zwischen einer Aussiedlerhofgruppe am Großrinderfelder Weg über dem Tauberbischofsheimer Dorf Impfingen im Westen und der bewaldeten Höhenkuppe Poppensee (334,2 m ü. NHN) im Osten fast am oberen Ende in einem Feld auf etwa 283 m ü. NHN. Von dort verläuft er, teils von einer schmalen Baum- und Heckenreihe begleitet, teils ohne erkennbaren oberirdischen Lauf, durch ein Feld und dem nächsten entlang in südwestlicher bis südlicher Richtung. Nach etwa 0,7 km mündet aus dem im Osten angrenzenden Waldgebiet um den Hammberg (333,2 m ü. NHN) auf der Gemarkungsgrenze zum zentralen Tauberbischofsheim der ebenfalls Fahrentalsgraben genannte linke Quellast zu, der nur etwa 0,4 km lang ist und auf etwa 272 m ü. NHN entsteht.

### Weiterer Verlauf
Der Fahrentalsgraben läuft nun südsüdwestlich am linken Rand des von Feldern eingenommenen Talgrunds Fahrental gehölzbegleitet abwärts. Etwa einen halben Kilometer vor dem nördlichen Siedlungsrand der Stadt wendet er sich auf Südwestlauf, das bisher schmale Tal weitet sich nun zunehmend zum Taubertal hin. Noch vor der Landesstraße 506 am östlichen Rand der Flussaue tritt er in eine Verdolung unter einem Feldweg ein, der den Verkehrsweg und dann die Impfinger Grund genannte Tauberaue quert. Gegenüber der Kläranlage wenig abwärts von Tauberbischofsheim fließt er dann aus seiner Verdolung auf wenig unter 275 m ü. NHN von rechts in die untere Tauber ein.
Nach einem Lauf von 2,4 km Länge mündet er etwa 108 Höhenmeter unter seiner oberen Quelle, sein mittleres Sohlgefälle liegt damit bei etwa 45 ‰.
Noch nach der Vereinigung seiner Quelläste läuft der Fahrentalsgraben bis zum Taubertalrand nahe der Gemarkungsgrenze Tauberbischofsheim-Impfingen. Sowohl auf der Tauberbischofsheimer als auch auf der Gemarkung Impfingens gibt es ein Gewann „Fahrental“.

### Einzugsgebiet
Das etwa 3,3 km² große Einzugsgebiet gehört, naturräumlich gesehen, dem Tauberland an. Der obere Teil liegt in dessen Unterraum Großrinderfelder Fläche, der untere im Unterraum Mittleres Taubertal. Sein höchster Punkt liegt ganz im Norden am Großrinderfelder Weg auf rund 345 m ü. NHN Von hier an konkurriert entlang der linken, östlichen Wasserscheide hinter dem Hammberg der Bach aus dem zuoberst trockenen Forstgrund, der über das Edelberghohle in Tauberbischofsheim in die Tauber entwässert. Jenseits der nördlichen Scheide entlang dem Großrinderfelder Weg entwässert der Steckenleitegraben das angrenzende Gebiet weiter abwärts ebenfalls in die Tauber.
Der Muschelkalk prägt das Einzugsgebiet, von ihm durchschneidet der Bach bis an den Rand der Taubertalaue nacheinander den Oberen, Mittleren und Unteren Muschelkalk. Auf den obersten Höhen im Norden deckt Lösssediment aus quartärer Ablagerung die höchste dieser triassischen Schichten, vor dem Wechsel in den Talgrund der Tauber begleiten den schmalen Sedimentstreifen um den Bach lössführende Fließerden am Unterhang.

## Natur und Schutzgebiete
Fast das ganze Einzugsgebiet gehört dem Landschaftsschutzgebiet Main-Tauber-Tal an, nicht viel weniger dem Wasserschutzgebiet Impfingen. Am Mittellauf gibt es große Trockenhangflächen.

## Geschichte
Im 12. Jahrhundert wurde eine im Fahrentalsgraben liegende, heute abgegangene Siedlung „Fahrental“ vom Fuldaer Mönch Eberhard erstmals urkundlich erwähnt. Als der Ort Fahrental endgültig abging, siedelten dessen letzte Einwohner ins naheliegende Impfingen um.

### LUBW
Amtliche Online-Gewässerkarte mit passendem Ausschnitt und den hier benutzten Layern: Lauf und Einzugsgebiet des Fahrentalsgrabens

Allgemeiner Einstieg ohne Voreinstellungen und Layer: Daten- und Kartendienst der Landesanstalt für Umwelt Baden-Württemberg (LUBW) (Hinweise)
1. 1 2 3  Höhe nach dem Höhenlinienbild auf dem Hintergrundlayer Topographische Karte.
2. 1 2  Länge nach dem Layer Gewässernetz (AWGN).
3. ↑  Einzugsgebiet abgemessen auf dem Hintergrundlayer Topographische Karte.
4. 1 2  Höhe nach schwarzer Beschriftung auf dem Hintergrundlayer Topographische Karte.
5. ↑  Natur und Schutzgebiete nach den einschlägigen Layern.

### Andere Belege
1. 1 2 3  Franz Gehrig, Hermann Müller: Tauberbischofsheim. Verein Tauberfränkische Heimatfreunde e. V., Tauberbischofsheim 1997, S. 20–23 (Untergegangene Siedlungen: Willetzheim und Farental)
2. ↑  Horst Mernsching, Günter Wagner: Geographische Landesaufnahme: Die naturräumlichen Einheiten auf Blatt 152 Würzburg. Bundesanstalt für Landeskunde, Bad Godesberg 1963. → Online-Karte (PDF; 5,3 MB)
3. ↑  Geologie nach den Layern zu Geologische Karte 1:50.000 auf: Mapserver des Landesamtes für Geologie, Rohstoffe und Bergbau (LGRB) (Hinweise)
4. ↑  Angaben von Franz Kuhngamberger, Heimatverein Impfingen, 15. Januar 2018.